# Taím
Taím é um lugar de Silva Escura, no concelho da Maia.

## História
O lugar de Taím aparece mencionado com alguns casais, nas Inquirições de 1258, como villa rústica de Taím. Uma das villas constituintes da paróquia de Silva Escura. O senhorio desta villa pertencia a fidalgos e cavaleiros fidalgos, respectivamente.

## Património e Arqueologia
- Mamoa 1 de Taím, Silva Escura, Maia
- Mamoa 2 do Leandro, Silva Escura, Maia
- Mamoa 4 do Leandro, Silva Escura, Maia
- Mamoa 5 do Leandro, Silva Escura, Maia

## Actividades Económicas
- Agricultura
- Agro-pecuária